# Štěpnost

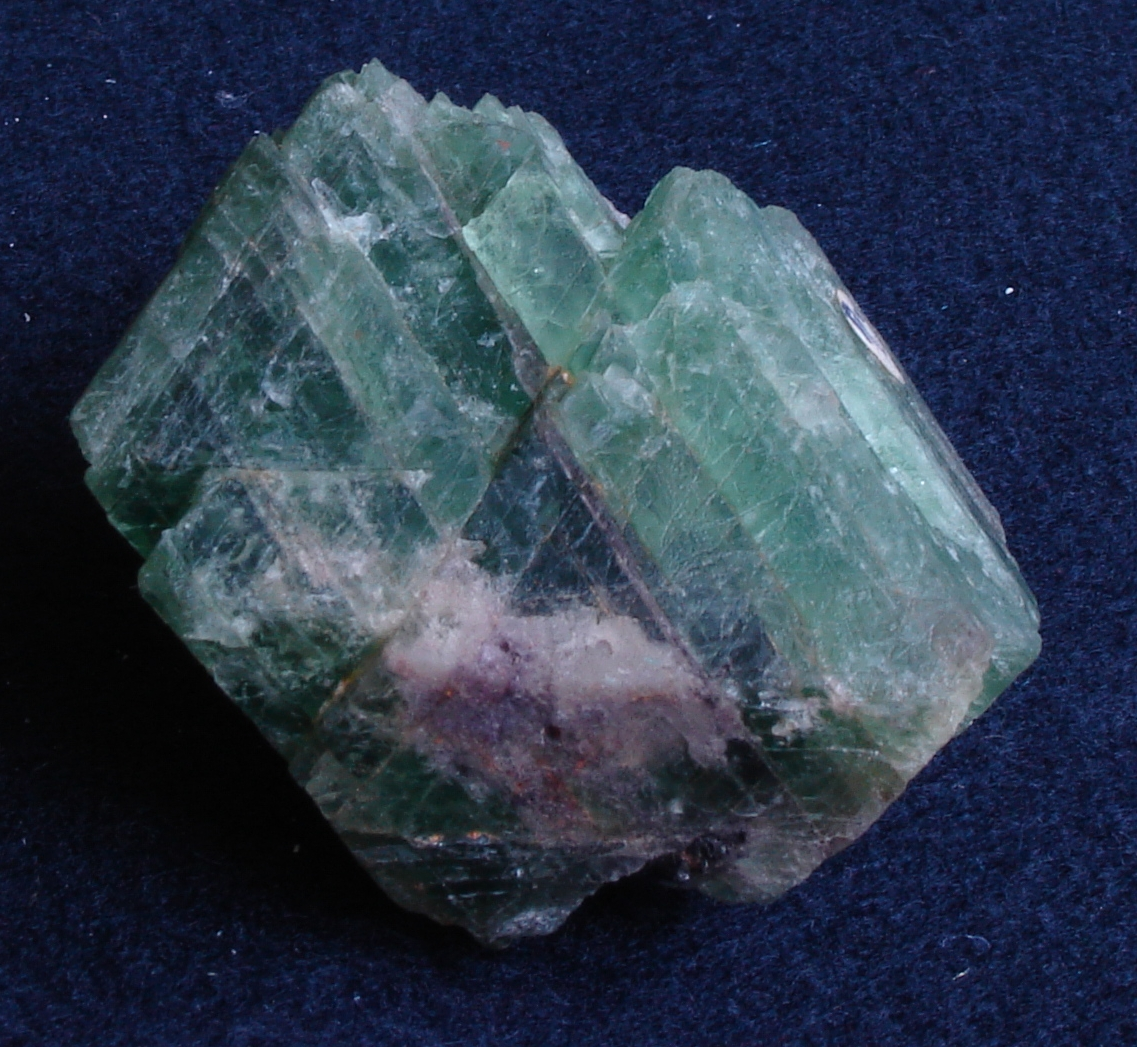
Pohled na krystal fluoritu a na jeho dobrou štěpnost.

Štěpnost je vektorová fyzikální vlastnost látek (převážně minerálů). Je definována jako krystalograficky orientované minimum soudržnosti krystalů. Za předpokladu, že v krystalu existují různé soudržnosti dochází vlivem mechanické zátěže k štěpnosti podle štěpných ploch. Podle jiné definice je štěpnost, jakým se nerost láme podél přesně vymezených ploch nejmenší odolnosti.
Často se stává, že se štěpná plocha nachází mezi vrstvami atomů, kde není jejich přitažlivá síla silná jako na jiných místech – je zde v systému nejslabší. Plochy štěpnosti nejsou dokonale rovné, ale mají na svém povrchu různé nepravidelnosti, stále jsou velmi soudržné a mají schopnosti dokonce odrážet i světlo.
Podle jakosti štěpných ploch rozlišujeme stupně štěpnosti:
- velmi dokonalá – typický pro slídy a sádrovce
- dokonalá – typická pro amfibol, kalcit a galenit
- dobrá – pro pyroxen a fluorit
- nedokonalá – pro olivín a beryl
- špatná – pro granát
- neštěpné minerály – křemen

Štěpnost přímo souvisí s chemickou vazbou, která je v minerálu dominantní.